# العلاقات الغينية الفيتنامية
العلاقات الغينية الفيتنامية هي العلاقات الثنائية التي تجمع بين غينيا وفيتنام.

## مقارنة بين البلدين
هذه مقارنة عامة ومرجعية للدولتين:
| وجه المقارنة                                              | غينيا       | فيتنام           |
| --------------------------------------------------------- | ----------- | ---------------- |
| المساحة (كم2)                                             | 245.86 ألف  | 331.69 ألف       |
| عدد السكان (نسمة)                                         | 12.72 مليون | 94.66 مليون      |
| الكثافة السكانية (ن./كم²)                                 | 51.74       | 285.39           |
| العاصمة                                                   | كوناكري     | هانوي            |
| اللغة الرسمية                                             | لغة فرنسية  | اللغة الفيتنامية |
| العملة                                                    | فرنك غيني   | دونغ فيتنامي     |
| الناتج المحلي الإجمالي (بليون دولار)                      | 10.50 مليار | 234.19 مليار     |
| الناتج المحلي الإجمالي (تعادل القوة الشرائية) بليون دولار | 15.24 مليار | 553.42 مليار     |
| الناتج المحلي الإجمالي الاسمي للفرد دولار أمريكي          | 531         | 2.48 ألف         |
| الناتج المحلي الإجمالي للفرد دولار أمريكي                 | 1.22 ألف    | 5.63 ألف         |
| مؤشر التنمية البشرية                                      | 0.411       | 0.666            |
| رمز المكالمات الدولي                                      | +224        | +84              |
| رمز الإنترنت                                              | .gn         | .vn              |
| المنطقة الزمنية                                           | 00          | ت ع م+07:00      |

## منظمات دولية مشتركة
يشترك البلدان في عضوية مجموعة من المنظمات الدولية، منها:
| علم المنظمة | اسم المنظمة                        | تاريخ انضمام غينيا | تاريخ انضمام فيتنام |
| ----------- | ---------------------------------- | ------------------ | ------------------- |
|             | مؤسسة التنمية الدولية              | 26 سبتمبر 1969     | 24 سبتمبر 1960      |
|             | يونسكو                             | 2 فبراير 1960      | 6 يوليو 1951        |
|             | وكالة ضمان الاستثمار متعدد الأطراف | 5 أكتوبر 1995      | 5 أكتوبر 1994       |
|             | الأمم المتحدة                      | 12 ديسمبر 1958     | 20 سبتمبر 1977      |
|             | الفريق المعني برصد الأرض           | ?                  | ?                   |
|             | الاتحاد البريدي العالمي            | ?                  | ?                   |
|             | البنك الدولي للإنشاء والتعمير      | 28 سبتمبر 1963     | 21 سبتمبر 1956      |
|             | منظمة حظر الأسلحة الكيميائية       | ?                  | ?                   |
|             | مؤسسة التمويل الدولية              | 22 أكتوبر 1982     | 4 أغسطس 1967        |
|             | منظمة التجارة العالمية             | 25 أكتوبر 1995     | 11 يناير 2007       |
|             | منظمة الشرطة الجنائية الدولية      | ?                  | ?                   |

## وصلات خارجية
- موقع وزارة الخارجية الفيتنامية